# راؤول جوليا
راؤول جوليا (بالإسبانية: Raúl Juliá)‏، من مواليد 9 مارس 1940 وتوفي يوم 24 أكتوبر 1994، وهو ممثل بورتوريكي، اشتهر في تقمص الشخصيات في المسلسلات والأفلام ومن بينها تقمص دور داركولا وأحد عائلة السيد آدامز.

## روابط خارجية
- راؤول جوليا على موقع IMDb (الإنجليزية)
- راؤول جوليا على موقع ميتاكريتيك (الإنجليزية)
- راؤول جوليا على موقع الموسوعة البريطانية (الإنجليزية)
- راؤول جوليا على موقع روتن توميتوز (الإنجليزية)
- راؤول جوليا على موقع مونزينجر (الألمانية)
- راؤول جوليا على موقع قاعدة بيانات الأفلام العربية
- راؤول جوليا على موقع ألو سيني (الفرنسية)
- راؤول جوليا على موقع ميوزك برينز (الإنجليزية)
- راؤول جوليا على موقع تيرنر كلاسيك موفيز (الإنجليزية)
- راؤول جوليا على موقع أول موفي (الإنجليزية)